# Romano Sgheiz
Romano Sgheiz (født 28. juni 1937 i Colico) er en italiensk tidligere roer, olympisk guldvinder og tredobbelt europamester.
Sgheiz stillede op sammen med Alberto Winkler, Angelo Vanzin, Franco Trincavelli og styrmand Ivo Stefanoni i firer med styrmand ved OL 1956 i Melbourne. Italienerne vandt både deres indledende heat og semifinale sikkert, og i finalen førte italienerne hele vejen og sejrede med tre sekunder foran Sverige, mens Finland sikrede sig bronze.
Fire år senere, ved OL 1960 i Rom, deltog han i samme disciplin, denne gang som makker til Trincavelli, Stefanoni, Fulvio Balatti og Giovanni Zucchi. Italienerne vandt deres indledende heat i olympisk rekordtid, som dog blev forbedret af tyskerne i næste heat. Italienerne og tyskerne vandt derpå hver deres semifinale, og i finalen var tyskerne bedst og sikrede sig guldet, mens Frankrig vandt sølv og italienerne bronze.
Sgheiz deltog også ved både OL 1964 i Tokyo og OL 1968 i Mexico City, begge gange ligeledes i firer med styrmand. Italienerne blev nummer fem i 1964 og nummer fire i 1968.
Sgheiz vandt desuden tre EM-guldmedaljer i otter, i henholdsvis 1957, 1958 og 1961.

## OL-medaljer
- 1956:  Guld i firer med styrmand
- 1960:  Bronze i firer med styrmand